# 2012년 남수단-수단 국경 분쟁
2012년 남수단-수단 국경 분쟁은 2012년에 발생한 수단과 남수단의 국경 분쟁을 말한다.

## 개요
남수단과 수단 인민 해방군은 아비에이 지역의 귀속을 둘러싸고 대립을 계속하고 있었다. 하지만 남수단은 2011년 7월 독립을 하였고 2012년 3월 남수단 정부군은 수단 측의 영역에 있던 헤글리그 유전에 지상 부대를 보내 무력 침공했다. 남수단은 헤글리그 유전이 수단에 귀속되어 있는 것을 인정하지 않고 있다. 2012년 9월 수단군의 승리로 끝이 났다.

## 같이 보기
- 수단
- 남수단